# Anderson Packers 1949-1950
La stagione 1949-50 degli Anderson Packers fu l'unica nella NBA per la franchigia.
Gli Anderson Packers arrivarono secondi nella Western Division con un record di 37-27. Nei play-off vinsero la semifinale di division con i Tri-Cities Blackhawks (2-1), la finale di division con gli Indianapolis Olympians (2-1), perdendo poi la semifinale NBA con i Minneapolis Lakers (2-0).

## Roster
| N° | Naz.                   | Ruolo | Sportivo        | Anno | Alt. | Peso |
| -- | ---------------------- | ----- | --------------- | ---- | ---- | ---- |
|    | Stati Uniti (bandiera) | AC    | Jake Carter     | 1924 | 193  | 88   |
|    | Stati Uniti (bandiera) | AC    | Milo Komenich   | 1920 | 201  | 96   |
|    | Stati Uniti (bandiera) | C     | Murray Mitchell | 1923 | 198  |      |
| 3  | Stati Uniti (bandiera) | G     | Frank Gates     | 1920 | 183  | 73   |
| 4  | Stati Uniti (bandiera) | G     | Ralph Johnson   | 1921 | 180  | 77   |
| 4  | Stati Uniti (bandiera) | GA    | Richie Niemiera | 1921 | 185  | 75   |
| 5  | Stati Uniti (bandiera) | GA    | Rollie Seltz    | 1924 | 178  | 75   |
| 6  | Stati Uniti (bandiera) | GA    | John Hargis     | 1920 | 188  | 82   |
| 7  | Stati Uniti (bandiera) | AC    | Charlie Black   | 1921 | 196  | 91   |
| 7  | Stati Uniti (bandiera) | AC    | Howie Schultz   | 1922 | 198  | 91   |
| 8  | Stati Uniti (bandiera) | G     | Frankie Brian   | 1923 | 185  | 82   |
| 9  | Stati Uniti (bandiera) | GA    | Walt Kirk       | 1924 | 191  | 78   |
| 9  | Stati Uniti (bandiera) | GA    | Red Owens       | 1925 | 191  | 84   |
| 10 | Stati Uniti (bandiera) | A     | Ed Stanczak     | 1921 | 185  | 84   |
| 11 | Stati Uniti (bandiera) | AC    | Bill Closs      | 1922 | 196  | 88   |
| 15 | Stati Uniti (bandiera) | GA    | Jack Smiley     | 1922 | 191  | 86   |

## Staff tecnico
- Allenatori: Howie Schultz (21-14), Ike Duffey (1-2), Doxie Moore (15-11)